# Pickens megye (Dél-Karolina)
Pickens megye az Amerikai Egyesült Államokban, azon belül Dél-Karolina államban található. Megyeszékhelye Pickens, legnagyobb városa Easley. Lakosainak száma 131 404 fő (2020. április 1.). Pickens megye Transylvania, Anderson, Greenville és Oconee megyékkel határos.

## Népesség
A megye népességének változása:
| Lakosok száma | 119 210 | 119 448 | 119 745 | 119 829 | 121 691 | 131 404 |
|               | 2010    | 2011    | 2012    | 2013    | 2015    | 2020    |